# 比特信
比特信（Bitmessage）是一种可用来向另一人或者多个其他订阅者发送加密消息的网络协议，一个P2P的去中心化和无需第三方提供信用担保的协议。它不需要根证书颁发机构，采用了强大的认证方式，其目的是为了隐匿与消息有关的信息，例如消息的发送者和接收者，以免窃听者窃取传递的消息。